# Heimeulen
De Heimeulen (ook bekend als Molen van Mertens) in Meerle in de Belgische gemeente Hoogstraten is een maalvaardige windkorenmolen die als verblijfplaats ingericht is en in 2009 is onttakeld in afwachting van restauratie. De molen werd opgericht door Corneel Mertens in 1840, en bij de bouw werden de bakstenen ter plaatse gebakken terwijl andere onderdelen kwamen van een vroegere olie- en graanmolen in het gehucht Groot Eyssel.
De Heimeulen is een beschermd monument sinds 7 december 1959, zeven jaar nadat de eigenaar-uitbater J. Mertens-Havermans hem had stilgelegd. Na de herstelwerkzaamheden in 1972 deed het monument dienst als vakantiehuis voor een gezin. In 2001 ging het in nieuwe handen over, en de nieuwe eigenaar liet de molen in maalvaardige staat restaureren. In maart 2009 stond de Heimeulen zonder kap, gevlucht en staart in afwachting van verdere restauratie.

## Restauraties en onderhoud
De molen werd hersteld en in maalvaardige staat teruggebracht in 1972 door de gebroeders Caers uit Retie, met feestelijke indraaiing op 23 september 1972. Op 21 oktober 2006 begon men een nieuwe grote restauratie met het onttakelen van de molen. Werkzaamheden werden uitgevoerd door molenbouwer John de Jongh uit Oerle. In 2009 zijn kap en wieken geplaatst.

## Molenaars en eigenaars
- 1840: Corneel Mertens
- ????: Jules Mertens
- 1934: Henri Mertens (die in 1952 de molen stillegde)
- 1969: Freddy Van Gorp (vakantiewoning, 1972)
- 2001: Johan Pals en Sonja Vrijenhoek

## Technische gegevens
De molen heeft (met voorbehoud van wijzigingen als resultaat van de werken in uitvoering)
- gelaste stalen roeden, Oud-Vlaams opgehekt
- een koppel molenstenen
- luiwiel met ijzeren vorken
- Engels kruiwerk